# 進藤金日子
進藤 金日子（しんどう かねひこ、1963年7月7日 - ）は、日本の政治家、農林水産官僚。自由民主党所属の参議院議員（2期）。
財務大臣政務官、総務大臣政務官兼内閣府大臣政務官、全国土地改良政治連盟顧問を歴任した。

## 経歴

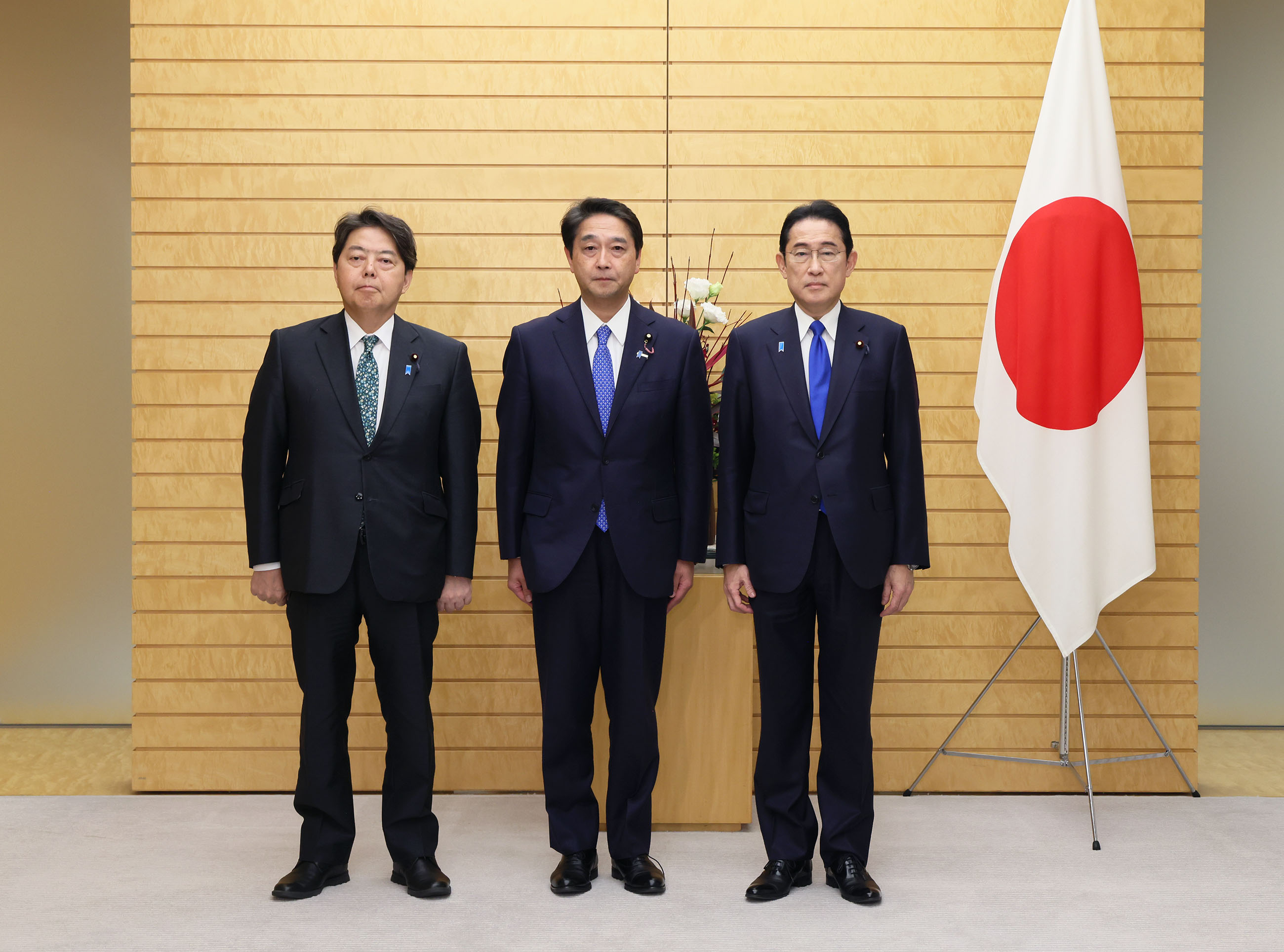
2023年12月14日、財務大臣政務官の辞令交付に際して

秋田県協和町（現・大仙市）船岡出身。現在は千葉県在住。農家の家に4人兄弟の次男として産まれる。「金日子」の名前は町議も務めた父親が雷が鳴った時に産まれた子供の名前には「金」の字をつけるという習わしと、7月7日の七夕の日に産まれたことから「彦」の字をつけ、「金彦」としようとしたがどちらの字も「剛」であることから、農家にとって重要な「日」と位の高い人物につける字である「子」を合わせたという。
1970年、協和町立船岡小学校（現在の大仙市立協和小学校）に入学。野球に没頭する傍ら児童会長も務め、進学した協和町立協和中学校（現在の大仙市立協和中学校）でも生徒会長を務めた。秋田経済大学附属高等学校（現在のノースアジア大学明桜高等学校）、岩手大学農学部農業土木学科に進学。下宿先の盛岡市で多くのアルバイトを経験した。3年時に三重県御浜町の東海農政局御浜開拓建設事業所で実習し、農林水産省入省を志す。
1986年、農水省九州農政局国営事業所入省。農政局での課長などを歴任して2014年に農村振興局中山間地域振興課長に就任。2015年6月に農水省を退職した。
農水省退職後の2015年7月29日、全国土地改良政治連盟は、進藤を翌2016年の第24回参議院議員通常選挙に自由民主党比例区から組織内候補として擁立することを決定した。同連盟が組織内候補を擁立するのは、2009年に民主党の小沢一郎幹事長が予算削減を打ち出した翌年の2010年に行われた第22回参議院議員通常選挙への擁立を見送って以来、9年ぶりのことである。
選挙戦では、東北地方、関東地方、北陸地方を中心に22道県を回り、林土連懇話会、大日本猟友会、日本乳販政治連盟、全国漁業協同組合連合会全国会長会議、全国林業政治連盟（全国森林組合連合会の政治連盟）、日本林業経営者林政会（日本林業経営者協会の政治連盟）、全国木材産業政治連盟等の推薦も受け、初当選を果たした。
選挙後、志帥会（二階派）に入会した。
2019年9月、第4次安倍第2次改造内閣で総務大臣政務官兼内閣府大臣政務官に就任。
2022年7月の第26回参議院議員通常選挙で、自民党は比例代表に特定枠2人を含め計33人の候補者を擁立し、18議席を獲得をした。進藤は12番目の得票数で再選した。
2023年12月10日、自民党5派閥の政治資金パーティーをめぐる裏金問題で、岸田文雄首相は、安倍派所属の閣僚4人、副大臣5人、大臣政務官6人の政務三役15人について、全員交代させる意向を固めた。ところが政務官6人の処遇について安倍派内から反発が出たため、当選1回の小森卓郎、塩崎彰久、石井拓、加藤竜祥、松本尚の5人については留任とし、当選2回の佐藤啓のみを交代させることとした。12月14日、佐藤は財務大臣政務官の辞表を提出し、進藤が後継として就任した。

## 政策
参院選において、灌漑施設の整備や農地の区画整理を行う土地改良事業を、強い農業を目指す産業政策の核であるとして、削減された予算の復活を訴えている。9年ぶりに土政連の組織内候補となった意義については、「政治で奪われた予算は政治で取り戻すしかない」としており、後継者不足や農水産物の価格低迷など複雑な農村の課題について専門知識を活用して貢献していきたいとしている。

### 消費者保護
- 第208回国会参議院地方創生及びデジタル社会の形成等に関する特別委員会で新型コロナウイルス感染症に便乗した悪質商法等への対策を消費者庁に対して質疑を行い、ワクチン接種の予約代行をすると市職員を名のった人が訪ねてきたなど、ワクチン接種に便乗した詐欺への対策を進言している。また、同委員会で消費契約のデジタル化に伴い、消費者の利便性向上と消費者利益の保護の両面について検討は必要としつつも、利便性向上にを進めるべきであると主張している。また、これまでは消費者庁ではデジタルの専門家からの意見聴取などをあまり行ってきていないことを指摘し、デジタルの専門的意見を取り入れるよう進言している[14]。
- 第208回国会参議院地方創生及びデジタル社会の形成等に関する特別委員会で外国執行当局に対する情報提供制度について質問を行っており、最近は消費者が海外事業者との取引が行われることにより増えている海外事業者と国内消費者のトラブルを取り上げ、取り締まり強化を進めるとともに、デジタル上の取引は現行の業法では縛り切れない現実を提示し、罰則の強化と含めデジタル上の規制の取り組みを進めていくべきであると主張している[15]。

### 食料自給率
- 食料自給率が低いことの原因として、食卓と農場が乖離していることが問題だと指摘している。そのことを踏まえて、現場を実感できる「地産地消」の取り組みや、国内消費は国内で賄う「国消国産」の認識をしっかり深め、広めていくことが大切としている[16]。

### 食料安全保障
- 農林水産業の健全な発展があってこそ農山漁村が維持され、これによって国土が維持できると考えており、農山漁村の維持無くして国土の維持は不可能、農山漁村は日本の命綱であると指摘している。また農林水産業は食料安全保障の観点から極めて重要な産業であるにもかかわらず、しっかりとした理解を得られていないのが日本の現状であるとし、国民に分かりやすく、また理解を得る指標としてカロリーベースの総合食料自給率を挙げている。そして食料安全保障の重要性、食料自給率の強化を図る為にも、政策を再編すべきと主張している[17]。
- 危惧していることとして、「国産の農産物の需要があるのに、国内の生産体制の弱体化で需要に見合う供給ができずに結果的に輸入に頼らざるを得なくなって、輸入の増加により更に国内の生産体制が弱体化していく。まさにこの負のスパイラルの中で自給率が落ち込むこと」と指摘し、食料自給率の向上、食料供給力の強化に向けて施策をスピード感を持って着実に実施するべきとし、成果を可視化し、国民全体で課題認識を共有しながら、目標達成を目指すべきと主張している[18]。また米の輸出について、「単に輸出額を増やすという視点だけじゃなくて、食料自給率の向上という視点」から評価すべきと主張し、米の輸出を食料安全保障の観点から改めて位置付けし直すことも一案ではないかと主張している[19]。

### 農業生産基盤
- スマート農業を展開していく上で、農地集積だけではなく、スマート農業の普及、定着を見据えて、農地利用集積だけではなくて農地利用集約の目標というのもある程度設定すべきとしている[20]。

### 温暖化防止対策
- 温暖化防止対策では、森林吸収源対策が重要な役割を担っているとし、早急な安定財源の確保の必要性を主張し、その安定財源として、森林整備の安定財源の為に森林環境税の早期の導入を訴えている[21]。

### 中山間地域対策
- 中山間地域の中心的な産業である農林水産業を振興して地方創生を先導していくことが重要と指摘し、地域内発型の産業振興を行うことによって、地域の雇用と所得を安定的に確保すべきと主張している[22]。

### 防災・減災、国土強靭化
- 九州北部豪雨の流木災害等が発生したことに触れ、流木被害を防止する為には、短期的な対策、中長期的な対策の同時並行が重要であると指摘し、短期的な対策については、流木捕捉式の治山ダム、いわゆるスリット式の治山ダムの計画的な設置、中長期的な対策として樹木や根や下草の発達を促す間伐等を行う森林整備事業の計画的な実施の重要性を訴えている。政府に対しても重点課題として取り組むことを要望している[23]。
- 仮設店舗等の仮設施設には助成がなされているが、あくまで期限があるという点を指摘し、自助努力で解決できないことに対して、きめ細やかな対応・支援をしていくことが重要であると訴えている。また東日本大震災からの岩手県の水産の復興状況に触れた上で、「震災前から長年培ってきた販路というのを失ってしまう、これ非常に大きい」と指摘し、津波に伴う大災害の復旧・復興の経緯と課題について体系的に整理し、次の災害に備えるべきと語っている[24]。
- 復旧・復興支援技術職員派遣制度について「技術職員が極端に不足して、ベテラン職員の退職に伴って災害対応の経験が乏しい市町村にとって極めて有効な制度」と評価し、この制度の拡充、継続を指摘している。また緊急浚渫推進事業について、地方財政にとって極めて手厚い措置になっているとしながらも、状況に応じて見直ししていくことが重要とし、国と地方で協力して洪水被害を事前に防止する取り組みを加速していくべきと訴えている[25]。
- 農業用ため池保全管理法案の審議の際、ため池を対象にする初めての法案であり重要な意義があると指摘した上で、所有者不明のため池が一定数あることを踏まえ、「ため池の所有者や管理者を特定することが重要」と述べている。また農業用ため池の届出についても、「メリットもあるんだということ、そこをしっかりと周知していただくことが重要」と政府に要望している[26]。

### 土地改良
- 初登院の直後、自民党で開かれた土地改良等に関する会議で、土地改良長期計画について、市町村や地方自治体までの周知が不十分と指摘し、政策の浸透を図ることの必要性を訴えている[27]。また農地と水の機能を保全する為の水利施設の更新等については食料問題の文脈の中で説明していく必要があるとしている。今後の土地改良の在り方について。精密な営農技術をAIやICTで代替可能にする基盤の造成が不可欠であると指摘している[28]。その一方で農地と水は今後は伝統文化承継の機能といった認識が広がっていく可能性に触れ、「地域の文化や歴史の継承といった部分も含めて取り組みが出来るようさらに工夫していく必要がある」と語っている[29]。

### JA改革
- JAについて、地域に則した多様性を有しており、JA自体は地域をしっかり守って支えているとし、JAの信用事業のみを捉えて改革を行うような議論について、「JA改革があって地域が駄目になるみたいなことになるとこれ本末転倒ですから、そういった地域を守っているJAという視点でも是非しっかり見ていく必要があるんじゃないかなというふうに思っております。」と言及している[30]。

### 貿易政策
- TPPの議論を通じて、自由貿易の推進が農林水産分野に与える影響が大きいことが鮮明になったと指摘し、農林水産業が産業としてだけではなく、地域を支えている点、国土を維持していく点に着目し、農林水産業が健全に発展できる条件を国が責任をもって整えていくことが必要だと主張している。また、「自由貿易の推進と国内の農林水産業の振興がトレードオフの関係ではなくて、やっぱりいろいろな努力をしながら双方とも両立するようにしないと我が国の将来はない」とも語っている。そしてTPPの有無にかかわらず、農業、農村が置かれている状況は厳しいとし、農業、農村を支援できる体制の構築が必要であるとしている[31]。
- 日本と欧州連合との経済連携協定の大枠合意を受け、開催された自民党の会合において、「生産現場には政府が（農業の体質強化の）アクセルから足を離すのではないかと不安がある」と現場の声を代弁し、政府に対して補正予算でしっかり対応することを求めた[32]。
- アメリカとの日米経済対話について、会合でTPPですら全ての農家の理解は得られていないと指摘した上で2国間の交渉に釘を刺した[33]。

### 森林・林業
- 国有林野管理経営法案の審議の際、国有林の伐採を民間開放することへの不安、伐採後の植栽を含めた再造林確保の確実性、樹木採取権の権利期間の妥当性、地元中小企業者の淘汰への懸念、国有林野のそもそもの管理経営の在り方の5つの課題があると指摘した。その上で、地域の中小事業者がしっかり先を見据えて経営改善を図っていけるような、協同組合といった形も視野に入れること、さらに再造林にもしっかりと取り組む意欲と能力のある林業経営者として育成していくことが地域の持続的産業振興という側面からも重要だと指摘している[34]。

### 水産業
- 水産改革として必要なことは、「水産資源の適切な管理と水産業の成長産業化の両立であり、究極の目的は漁業者の所得向上であって、浜の活性化、漁村の活性化である」と指摘し、「利用の程度が低くなっている漁場を始め海面の総合利用を進めることで、漁業協同組合や漁業者の経営の安定化、さらには新たな投資等による経営発展に向けた取組を進めていくこと、これは重要なポイント」であると訴えている。また、GI登録は、模倣を排除できる効果があるため、水産物のGI登録の促進の必要性も訴えている[35]。

### 地方創生
- 地方創生の取り組みについて、大きなポイントとして多様な人材が事情が異なる全国の各地域で生き生きと活躍できるようにすることであると指摘している[36]。また経済産業省が実施しているサプライチェーン対策の為の国内投資促進事業について、地方創生に貢献できる事業であると評価している[37]。
- 地域おこし協力隊については、多くの人に地方創生の担い手になってもらいたいとし、任期終了後のフォローアップの充実を訴えている[38]。

## 所属団体・議員連盟
- ファームステイ推進議連（事務局長）
- 有機資源利活用推進議員連盟（事務局長）
- 食品産業振興議員連盟（事務局長）
- 農業委員会等に関する議員懇話会（事務局長）
- 与党技術士議連（事務局長）
- 農村基盤整備議連（事務局長代理）
- 農業・農協研究会（事務局次長）
- 棚田振興議連（事務局長代理）
- 捕鯨議連（事務局次長）
- 国際連合国際防災戦略事務局を支援する議連（事務局次長）
- 自民党たばこ議員連盟[39]
- 日本の尊厳と国益を護る会
- 日本の未来を考える勉強会[40]

他約140の議員連盟に参加している。

## 選挙歴
| 当落 | 選挙                     | 執行日         | 年齢 | 選挙区       | 政党       | 得票数     | 得票率 | 定数 | 得票順位 /候補者数 | 政党内比例順位 /政党当選者数 |
| ---- | ------------------------ | -------------- | ---- | ------------ | ---------- | ---------- | ------ | ---- | ------------------ | ---------------------------- |
| 当   | 第24回参議院議員通常選挙 | 2016年07月10日 | 53   | 参議院比例区 | 自由民主党 | 18万2467票 | 0.90%  | 48   | 10/25              | 10/19                        |
| 当   | 第26回参議院議員通常選挙 | 2022年07月10日 | 59   | 参議院比例区 | 自由民主党 | 15万617票  | 0.82%  | 50   | 14/33              | 14/18                        |